# Minúscula 33
Minúscula 33 (en la numeración Gregory-Aland), δ 48 (Soden), llamada Codex Colbertinus 2844 antes de la Revolución francesa, es un manuscrito griego en minúsculas del Nuevo Testamento en pergamino. Es datado paleográficamente en el siglo IX. El manuscrito es lagunoso. Tiene notas marginales. Según los críticos textuales, es uno de los mejores manuscritos en minúsculas del Nuevo Testamento.

## Descripción
El códice contiene parte de los profetas del Antiguo Testamento, y todos los libros del Nuevo Testamento (excepto el Apocalipsis de Juan), en 143 hojas de pergamino (37.5 cm por 24.8 cm), con tres lagunas en el Evangelio de Marcos y el Evangelio de Lucas (Marcos 9:31-11:11; 13:11-14:60; Lucas 21:38-23:26).
El texto está dividido de acuerdo a los κεφαλαια (capítulos), cuyos números se colocan al margen del texto, y los τιτλοι (títulos) en la parte superior de las páginas.
Contiene Prolegómenos a las epístolas generales y las epístolas paulinas (folios 73-76), el Aparato Eutaliano.
Está escrito en minúscula en un pergamino, en 1 columna por página, 48-52 líneas por página. Una parte de prácticamente cada hoja ha sido destruida por la humedad. Las hojas se unieron tan firmemente entre sí (sobre todo en el libro de los Hechos) que cuando se separan, una parte de la tinta está adherida a la página opuesta. El texto tiene errores de iotacismo. Los bordes de las hojas están muy dañadas.
El orden de los libros es: Evangelios, Hechos, epístolas generales, epístolas paulinas (Hebreos está colocado antes de 1 Timoteo). Terminando la Epístola a los Romanos tiene el siguiente orden de versículos: 16:23; 16:25-27; 16:24 (como en los códices P 104 256 263 365 436 459 1319 1573 1852 arm).

## Texto

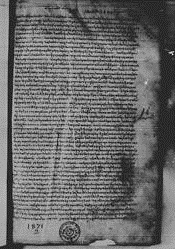
Hoja del manuscrito.

El versículo Mateo 21:44 es omitido, como en los manuscritos {\displaystyle {\mathfrak {P}}}104, Codex Bezae, algunos manuscritos de la Vetus Latina (b, d, e, ff1, ff2, r1), syrs, y el Diatessaron. Este versículo no se encuentra gracias a la posible falta de interpolaciones occidentales. No tiene el texto de Mateo 16:2b-3.
Mateo 8:13
Tiene un texto adicional: και υποστρεψας ο εκατονταρχος εις τον οικον αυτου εν αυτη τη ωρα ευρεν τον παιδα υγιαινοντα (y cuando el centurión volvió a casa en esa hora, encontró a su esclavo sanado) como en los códices א, C, (N), Θ, (0250), f1, (1241), g1, syrh.
En Mateo 16:12 tiene una variante textual única της ζυμης των Φαρισαιων (la levadura de los fariseos). Esta variante no es apoyada por ningún otro manuscrito.
En Mateo 27:9, en la frase επληρωθη το ρηθεν δια Ιερεμιου του προφητου (cumplió lo dicho por el profeta Jeremías), la palabra Ιερεμιου (Jeremías) es omitida, al igual que en los manuscritos: Codex Beratinus, Codex Vercellensis (a) (Vetus Latina), y Codex Veronensis (b), en syrs, syrp, y copbo.
En Lucas 4:17 tiene la variante textual καὶ ἀνοίξας τὸ βιβλίον (y abrió el libro), junto con los manuscritos A, B, L, W, Ξ, 892, 1195, 1241, ℓ 547, syrs, h, pal, copsa, bo, contra la variante καὶ ἀναπτύξας τὸ βιβλίον (y desenrolló el libro) apoyada por א, Dc, K, Δ, Θ, Π, Ψ, f1, f13, 28, 565, 700, 1009, 1010 y muchos otros manuscritos.
En Hechos 20:28 lee κυριου του (del Señor), junto con los manuscritos {\displaystyle {\mathfrak {P}}}74 C* D E Ψ 36 453 945 1739 1891. Las otras lecturas de este versículo son: του Θεου (de Dios) y του κυριου και του Θεου (del Señor y Dios).
En Hechos 28:29, se omite la totalidad del versículo και ταυτα αυτου ειποντος απηλθον οι Ιουδαιοι πολλην εχοντης εν εαυτοις συζητησιν (Y cuando hubo dicho estas palabras, los judíos se fueron, teniendo gran discusión entre sí); la omisión es apoyada por los manuscritos {\displaystyle {\mathfrak {P}}}74, Codex Sinaiticus, Alexandrinus, Vaticanus, Codex Laudianus, Codex Athous Lavrensis, Codex Vaticanus 2061, 81, 1175, 1739, 2464.
En Romanos 8:1 lee Ιησου κατα σαρκα περιπατουσιν αλλα κατα πνευμα, en vez de Ιησου. La lectura del manuscrito es apoyada por אc, Dc, K, P, 104, 181, 326, 330, (436 omite μη), 456, 614, 630, 1241, 1877, 1962, 1984, 1985, 2492, 2495, Byz, Lect.
En 1 Corintios 2:1 lee μαρτυριον junto con B D G P Ψ 81 104 181 326 330 451 614 629 630 1241 1739 1877 1881 1962 1984 2127 2492 2495 Byz Lect it vg syrh copsa arm eth. Otros manuscritos leen μυστηριον, o, σωτηριον.
En 1 Corintios 3:4 lee ουκ ανθρωποι junto con {\displaystyle {\mathfrak {P}}}46, Sinaiticus, Alexandrinus, Vaticanus, Ephraemi, Codex Vaticanus 2061, 81, 1175, 1506, 1739, 1881; Sinaiticus2, Ψ, y los manuscritos bizantinos leen ουχι σαρκικοι; D F G 629 leen ουχι ανθρωποι.
En 1 Corintios 7:5 lee προσευχη τη (oración), junto con {\displaystyle {\mathfrak {P}}}11, {\displaystyle {\mathfrak {P}}}46, א*, A, B, C, D, F, G, P, Ψ, 6, 81, 104, 181, 629, 630, 1739, 1877, 1881, 1962, it vg, cop, arm, eth. Otros manuscritos leen τη νηστεια και τη προσευχη (ayuno y oración), o, τη προσευχη και νηστεια (oración y ayuno).
En 2 Timoteo 1:11 lee καὶ διάκονος (y servidor), otros manuscritos dicen καὶ διδάσκαλος (y maestro), o, καὶ διδάσκαλος ἐθνῶν (y maestro de naciones).
Su texto griego de los Evangelios es un excelente representante del tipo textual alejandrino, pero con algunas lecturas bizantinas, sobre todo en los Hechos de los Apóstoles y las epístolas paulinas. Aland lo colocó en la Categoría II en los Evangelios, y en la Categoría I en el resto de libros del Nuevo Testamento. Según el Perfil del Método de Claremont, representa el tipo textual alejandrino como su miembro débil.

## Historia
Scholz y Martin dataron el manuscrito en el siglo XI. Gregory lo fechó en el siglo IX o X. Actualmente está datado por el INTF en el siglo IX.
La minúscula fue llamada «la reina de las cursivas» por J. G. Eichhorn (1752-1827), pero ahora tiene varios rivales (81, 892, 1175, 1739). El manuscrito fue examinado por muchos estudiosos, como Griesbach, que recopiló el texto en Mateo 1-18. También fue estudiado por Birch y otros. El texto del códice fue totalmente cotejado por S. P. Tregelles en 1850. Tregelles dijo que, de todos los manuscritos que él recopiló (presumiblemente excluyendo los palimpsestos), este fue el más difícil de leer.
Fue examinado y descrito por Paulin Martin. C. R. Gregory vio el manuscrito en dos ocasiones, en 1884 y en 1885.
El manuscrito fue incluido en un aparato crítico por Kurt Aland, en su 25.ª edición del Novum Testamentum Graece (1963).
El códice ahora se encuentra en la Bibliothèque nationale de France (Cod. Gr. 14) en París.

## Lectura adicional
- S. P. Tregelles (1857–1879). Latin and Greek New Testament. Londres.
- T. C. Geer (1989). «The two Faces of Codex 33 in Acts». Novum Testamentum XXXI 1.